# Lagune de Tirelagüe
La lagune de Tirelagüe est une étendue d'eau de 3,5 ha située sur la commune de Mimizan, dans le département français des Landes. 

## Géographie
La lagune de Tirelagüe est  inscrite dans la forêt rétro-littorale du pays de Born, au sud de la commune de Mimizan, dans la lette d'Esting (une lette est l'appellation locale d'une dépression entre deux dunes continentales). Elle est séparée du Golfe de Gascogne par le cordon dunaire de Lespecier. Le ruisseau de Tirelagüe, qui sur cette section porte le nom de canal de Ceyrolles, alimente partiellement la lagune.

## Formation
Les Landes de Gascogne comptent nombre de lagunes, appelées localement braus ou lagùas, principalement situées dans les interfluves à pente nulle. Elles peuvent avoir pour origine une dépression au creux d'une dune fossile.
Au XIXe siècle, la lagune de Tirelagüe est alimentée par la craste dite de Crastiou et par le ruisseau Archus, venant tous deux de l'Est. Par la suite, le ruisseau de Tirelagüe, aménagé sur sa partie amont en canal de Ceyrolles, est relié à la lagune.
Dunes et forêts du littoral aquitain sont indissociables : le cordon dunaire au bord des plages fixé par la main de l'Homme n'est que la partie émergée d'un vaste plateau sableux qui se prolonge sous la forêt de pins maritimes, que l'on nomme forêt rétro-littorale. La première frange forestière, dite forêt de protection, sert à fixer les dunes et protéger les terres des assauts du sable et des embruns salés. Il s'agit donc d'une dune boisée.
A l'abri de la forêt de protection, plus à l'arrière dans les terres, se trouve la forêt de production, forêt du plateau landais plantée et exploitée par l'Homme.

## Intérêt écologique
La lagune de Tirelagüe est dans le périmètre du site Natura 2000 FR7200714 - Zones humides de l'arrière dune du Pays de Born et de Buch. Elle est une réserve de pêche pour les brochets, espèce qui trouve à cet endroit des conditions intéressantes pour sa reproduction.
En France métropolitaine, les zones humides ne couvrent que 3 % du territoire mais hébergent un tiers des espèces végétales remarquables ou menacées, la moitié des espèces d'oiseaux et la totalité des amphibiens et poissons d'eau douce. Ce sont des lieux d'abri, de nourrissage et de reproduction pour de nombreuses espèces, indispensables à la reproduction des batraciens. Elles constituent des étapes migratoires, des lieux de reproduction et d'hivernage pour de nombreuses espèces d'oiseaux.

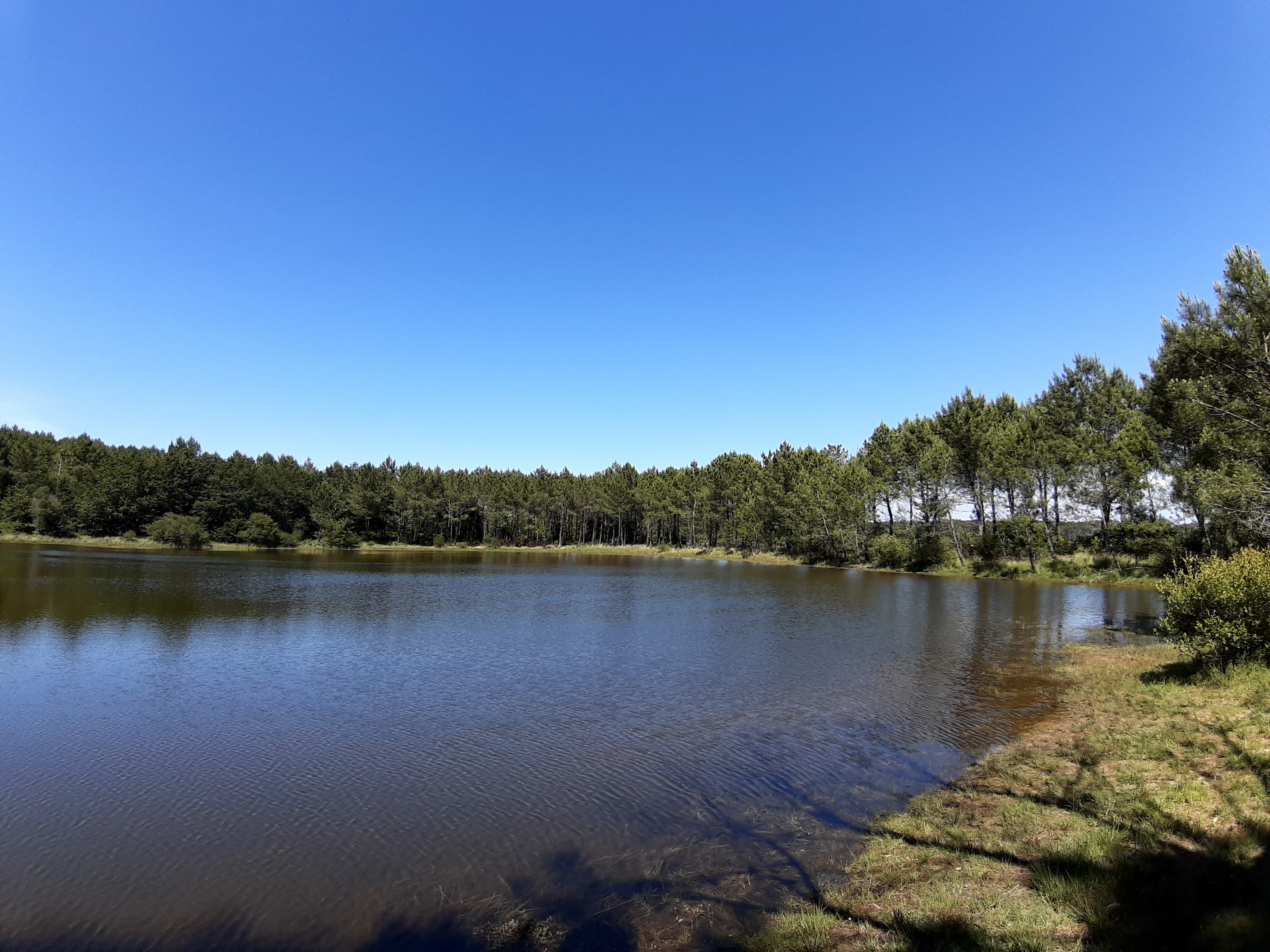
La lagune
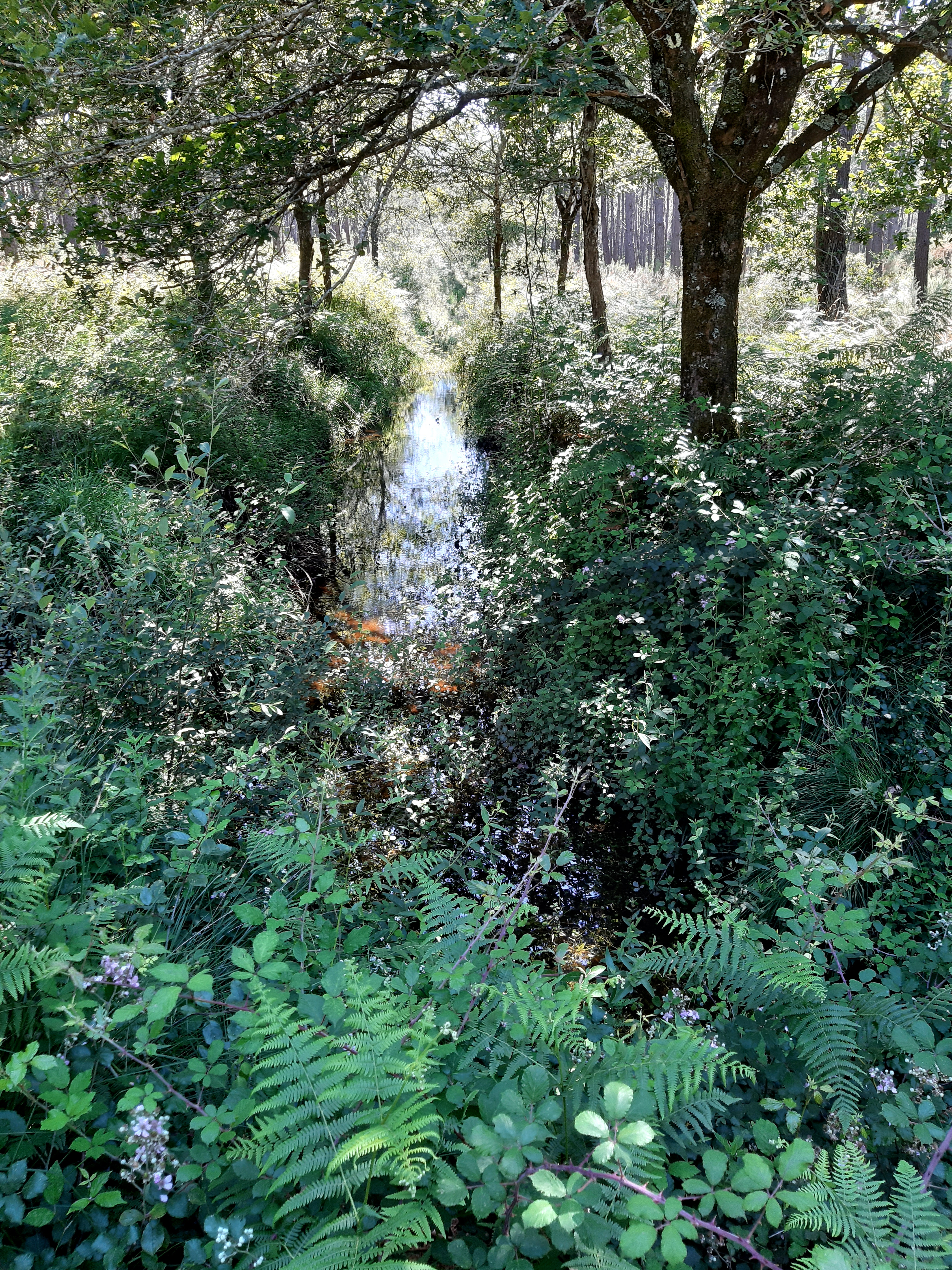
Canal de Ceyrolles à proximité immédiate de la lagune de Tirelagüe